# Harshavardhan Rameshwar
Harshavardhan Rameshwar es un compositor, letrista, cantante y músico indio que se destaca principalmente en la industria cinematográfica tamil y telugu.

## Primeros años de vida y educación
Rameshwar nació en Chennai, Tamil Nadu, India. Completó su Licenciatura en Comercio en la Universidad de Madrás.

## Carrera
Rameshwar comenzó su carrera como compositor de cine con la película "Arjun Reddy" de Sandeep Reddy Vanga en 2017. Desde entonces, ha colaborado con Sandeep en otras películas como "Kabir Singh" (2019) y "Animal" (2023).
En el cine telugu, Rameshwar ha compuesto la música para películas como "Vijetha" (2018), "Saakshyam" (2018), "Ravanasura" (2023) y "Devil: The British Secret Agent" (2023). En 2020, contribuyó a la banda sonora de Tanhaji.
En el cine tamil, Rameshwar compuso cuatro canciones para la película "Kannum Kannum Kollaiyadithaal" (2020) y también se encargó de la música de "3:33" (2021) y "Jothi" (2022).